# Cheilosia shirakii
Cheilosia shirakii är en tvåvingeart som beskrevs av Peck 1985. Cheilosia shirakii ingår i släktet örtblomflugor, och familjen blomflugor. Inga underarter finns listade i Catalogue of Life.